# Radoujny (Khantys-Mansis)
Pour les articles homonymes, voir Radoujny.
Radoujny (en russe : Радужный) est une ville russe située dans le district autonome des Khantys-Mansis–Iougra. Sa population s'élevait à 43 177 habitants en 2014.

## Géographie
Radoujny est arrosée par la rivière Agan et se trouve dans la plaine de Sibérie occidentale, à 468 km au nord-est de Khanty-Mansiïsk, à 868 km au nord-est de Tioumen et à 2 354 km au nord-est de Moscou.

## Histoire
La fondation de Radoujny est liée au développement de l'exploitation pétrolière dans la région. Elle a le statut de ville depuis 1985 et fait partie du raïon Nijnevartovski. La ville est desservie par l'aéroport de Radoujny. Son économie repose sur l'extraction du gaz naturel et du pétrole.

## Population
Recensements (*) ou estimations de la population
| 1989*  | 2002*  | 2006   |
| ------ | ------ | ------ |
| 43 726 | 47 060 | 47 877 |

| 2010*  | 2013   | 2014   |
| ------ | ------ | ------ |
| 43 399 | 43 580 | 43 177 |